# Ван дер Зе, Хендрик
Хендрик ван дер Зе (нидерл. Hendrik van der Zee; род. 1967, Леуварден) — голландский шашист (международные шашки), международный и национальный гроссмейстер. Многократный призёр индивидуальных и командных чемпионатов Нидерландов (лучший результат в личных чемпионатах — 2 место в 1988, 1991), двукратный чемпион Нидерландов среди юношей (1984, обыграл в дополнительном матче Йохана Крайенбринка, 1986). Считался одним из самых перспективных молодых шашистов планеты. Вице-чемпион мира (после Гунтиса Валнериса) среди молодежи (1984, 1986). «Бронза» на чемпионате Европы (1987, Москва) (21 очко из 26 возможных).
По профессии — нотариус, окончил Гронингенский университет.

## История участия в центральных международных турнирах
| Год  | Уровень | Место проведения | Турнир/матч | class="unsortable" Результат | Место |
| ---- | ------- | ---------------- | ----------- | ---------------------------- | ----- |
| 1987 | ЧЕ      | Москва           | Турнир      | 8+ 5= 0-                     | 3—4   |
| 1988 | ЧМ      | Парамарибо       | Турнир      | 3+ 13= 3-                    | 11—13 |
| 1992 | ЧЕ      | Партене          | Турнир      | 8+ 10= 1-                    | 6     |